# 第1海兵師団 (アメリカ軍)
第1海兵師団（だいいちかいへいしだん、1st Marine Division）は、アメリカ海兵隊の師団の一つ。アメリカ海兵隊の現役部隊としては最も古くかつ規模が大きく、兵力は約19,000人である。司令部はカリフォルニア州、キャンプ・ペンドルトン海兵隊基地に置かれている。

## 戦歴
師団編制となったのは1941年2月のことである。太平洋戦争開戦後、第1海兵連隊と第5海兵連隊はニュージーランドのウェリントン、第7海兵連隊は西サモア、第11海兵連隊はフィジーの駐屯地に移動していたが、ガダルカナル島の戦いの準備のため、1942年7月28日から7月30日にかけてフィジーのコロ島に集結した。この時点でコロ島には89隻の輸送船と16,000の兵力が集結し、11日間の航海ののち、8月7日にガダルカナル島に上陸した。ガダルカナル島では12月9日に陸軍の第23歩兵師団と交代するまで戦い、650人の戦死者と1,278人の負傷者を出した。
ガダルカナル島の戦いの後、第1海兵師団は休養と再編成のためオーストラリアのメルボルンに駐屯したが、カートホイール作戦開始に伴って東部ニューギニアのニューブリテン島に移動した。1943年12月26日、第1海兵師団はニューブリテン島のグロスター岬付近に上陸し、グロスター岬の戦いが開始された。戦闘は翌1944年2月まで続き、310人の戦死者と1,083人の負傷者を出した。グロスター岬の戦いの後、第1海兵師団はルッセル諸島のパヴヴ島に移動し、休養と再編成を行った。
9月15日、第1海兵師団はパラオのペリリュー島に上陸した。日本軍はペリリュー島において、従来の戦術からゲリラ戦と縦深防御戦術に転換しており、第1海兵師団は苦戦を強いられることになった。ペリリューの戦いで、第1海兵師団は中隊長クラスの将校を含む1,252人の戦死者と5,274人の負傷者を出し、師団長のウィリアム・リュパータス少将は師団長を更迭された。10月、第1海兵師団は再び休養のためにパヴヴ島に戻り、そこで新年を迎えた。そのため、硫黄島の戦いには第3・4・5海兵師団が投入され、参加していない。
翌1945年4月1日、第1海兵師団は第6海兵師団とともに沖縄本島に上陸した。沖縄戦において、第1海兵師団は大名高地の戦いやシュガーローフの戦いに参戦したのち、首里城を制圧した。6月23日の戦闘終結の時点で第1海兵師団は1,655人の戦死者を出した。
日本の降伏の後、1945年9月30日に第1海兵師団は中国の大沽に上陸し、河北省を中心に北平や天津、山東半島に展開した。しかし、国共内戦の激化に伴い、1947年9月1日に中国から撤退した。
その後第1海兵師団は朝鮮戦争、ベトナム戦争にも投入されている。朝鮮戦争では、4,000人を超える戦死者を出した。

## 部隊編成
- 本部大隊
- 第1海兵連隊
- 第5海兵連隊
- 第7海兵連隊
- 第11海兵連隊（砲兵連隊）
- 第3両用強襲大隊
- 第1軽装甲偵察大隊
- 第3軽装甲偵察大隊
- 第1戦闘工兵大隊
- 第1戦車大隊
- 第1偵察大隊
  - A中隊
  - B中隊
  - C中隊
  - 第一武装偵察中隊(アメリカ海兵隊武装偵察部隊)